# Angraecum pyriforme
Angraecum pyriforme là một loài thực vật thuộc họ Orchidaceae. Loài này có ở phía tây tropical Africa, to be precise ở Cameroon, Bờ Biển Ngà, và Nigeria. Môi trường sống tự nhiên của chúng là subtropical hoặc tropical moist montane forests. Chúng hiện đang bị đe dọa vì mất môi trường sống.